# Religious/Delicious
Religious/Delicious jest kolejnym singlem fińskiej grupy muzycznej Charon wydanym w roku 2003. Singel był poprzedzony singlem In Trust of No One i promował czwarty studyjny album grupy The Dying Daylights. Na singu znalazł się cover piosenki The King Is Dead szwedzkiego zespołu rockowego Kent, który nie został wydany na albumie.

## Lista utworów
1. Religious/Delicious
2. The King Is Dead

## Skład
- Juha-Pekka Leppäluoto – wokal
- Pasi Sipilä – gitara elektryczna
- Jasse von Hast – gitara elektryczna
- Teemu Hautamäki – gitara basowa
- Antti Karihtala – perkusja
- Jenny Heinonen – wokal żeński